# Philippe Szanyiel
Philippe „Philip” Szanyiel  (ur. 23 grudnia 1960 w Manosque) – francuski koszykarz, występujący na pozycjach silnego skrzydłowego lub środkowego, reprezentant kraju, po zakończeniu kariery zawodniczej trener koszykarski.

## Osiągnięcia
Na podstawie, o ile nie zaznaczono inaczej.

### Drużynowe
- Mistrz Francji (1981)
- Wicemistrz Puchar Europy Zdobywców Pucharów (1983)
- Zdobywca Pucharu Federacji (1984)
- Zwycięzca turnieju Asów (1989)
- Finalista Pucharu Federacji (1982)
- Uczestnik międzynarodowych rozgrywek:
  - Puchar Europy Zdobywców Pucharów (1978/1979, 1982/1983, 1984/1985, 1989/1990)[3]
  - Pucharu Koracia (1990/1991)

### Indywidualne
- Krajowy MVP francuskiej ligi LNB Pro A (1983)
- Uczestnik meczu gwiazd:
  - FIBA All-Star Game (1991)
  - ligi francuskiej (1989, 1990)
- Zaliczony do Galerii Sław Francuskiej Koszykówki (2011)

### Reprezentacja
Seniorska
- Uczestnik:
  - igrzysk olimpijskich (1984 – 11. miejsce)[4][5]
  - mistrzostw Europy (1981 – 8. miejsce, 1983 – 5. miejsce, 1985 – 6. miejsce, 1991 – 4. miejsce)[6][7][8][9]
  - kwalifikacji olimpijskich (1980 – 4. miejsce, 1988 – 8. miejsce, 1992)[10][11]
- Lider igrzysk olimpijskich w skuteczności rzutów z gry (1984 – 66,7%)[12]

Młodzieżowe
- Uczestnik mistrzostw Europy:
  - U–18 (1978 – 9. miejsce)[13]
  - U–16 (1977 – 6. miejsce)[14]

### Trenerskie
Asystent
- Mistrzostwo Francji (2000)
- Wicemistrzostwo Francji (1998)
- Puchar Koracia (2000)